# Centro de Educação Básica da Universidade Estadual de Feira de Santana

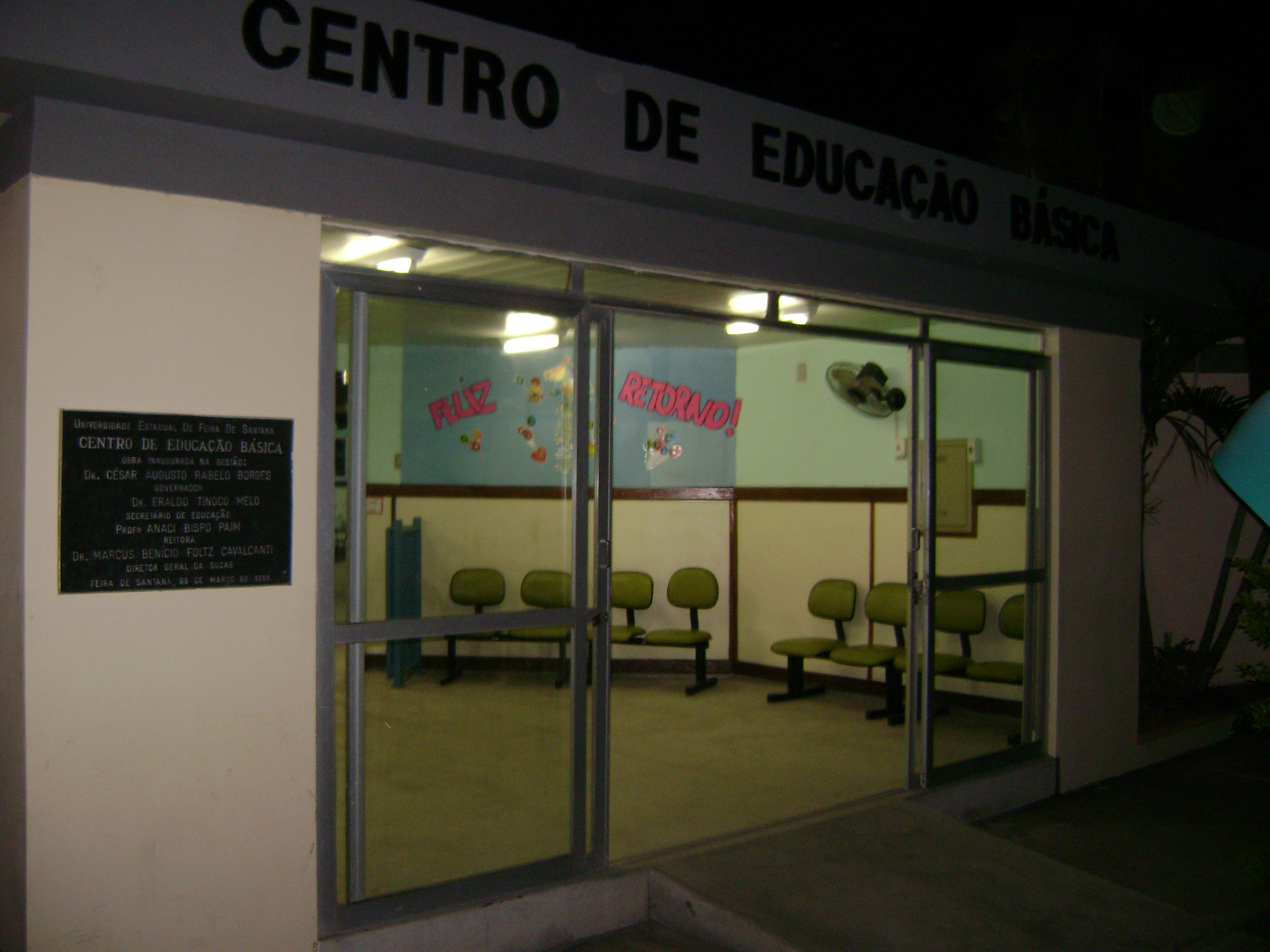
Entrada da escola durante a noite

O Centro de Educação Básica da Universidade Estadual de Feira de Santana é a escola de ensino fundamental e creche da Universidade.
As vagas são preenchidas através de sorteio.
Em 2009 recebeu a nota máxima do Ideb.

## Galeria

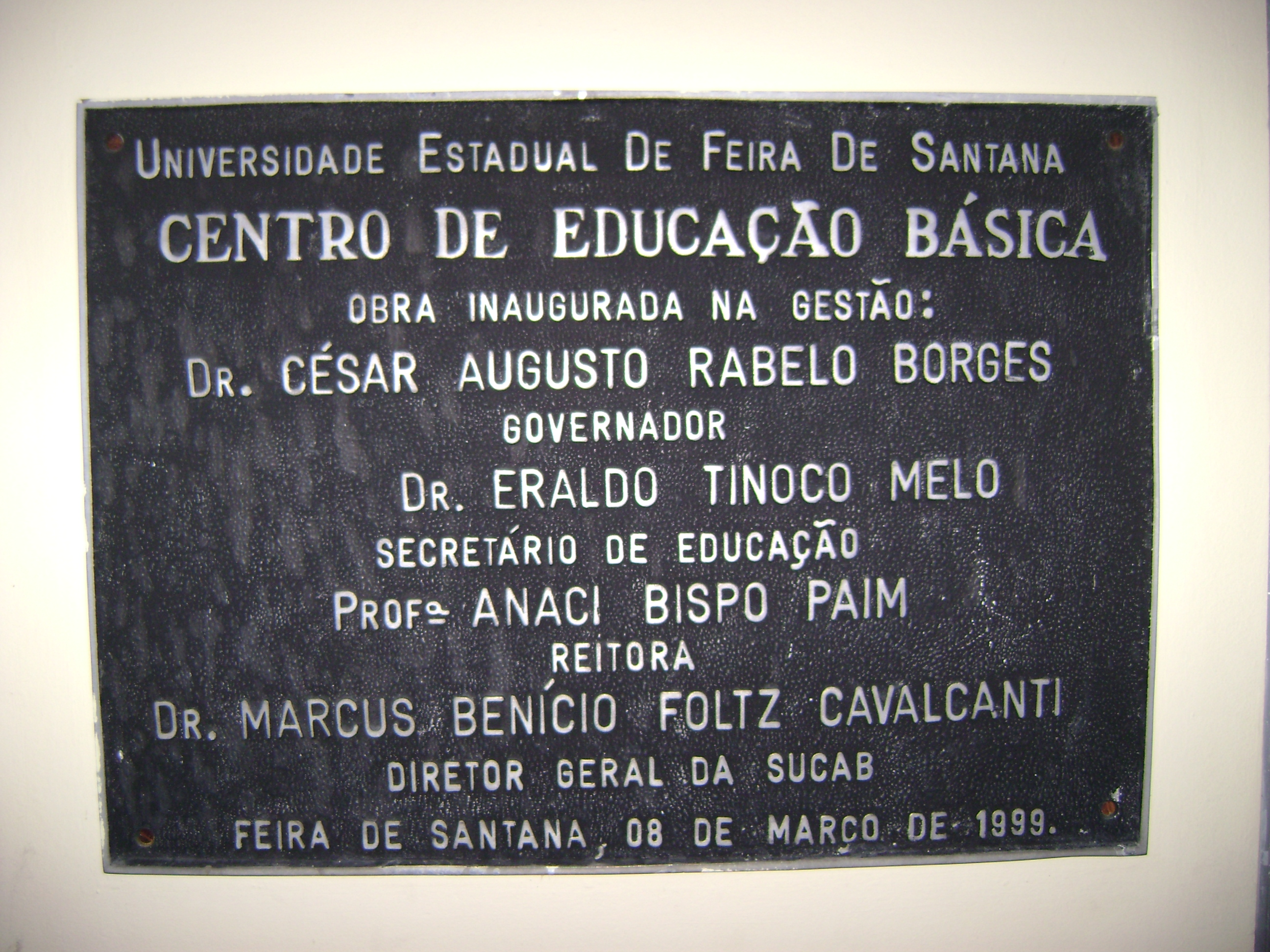
Placa na entrada da escola
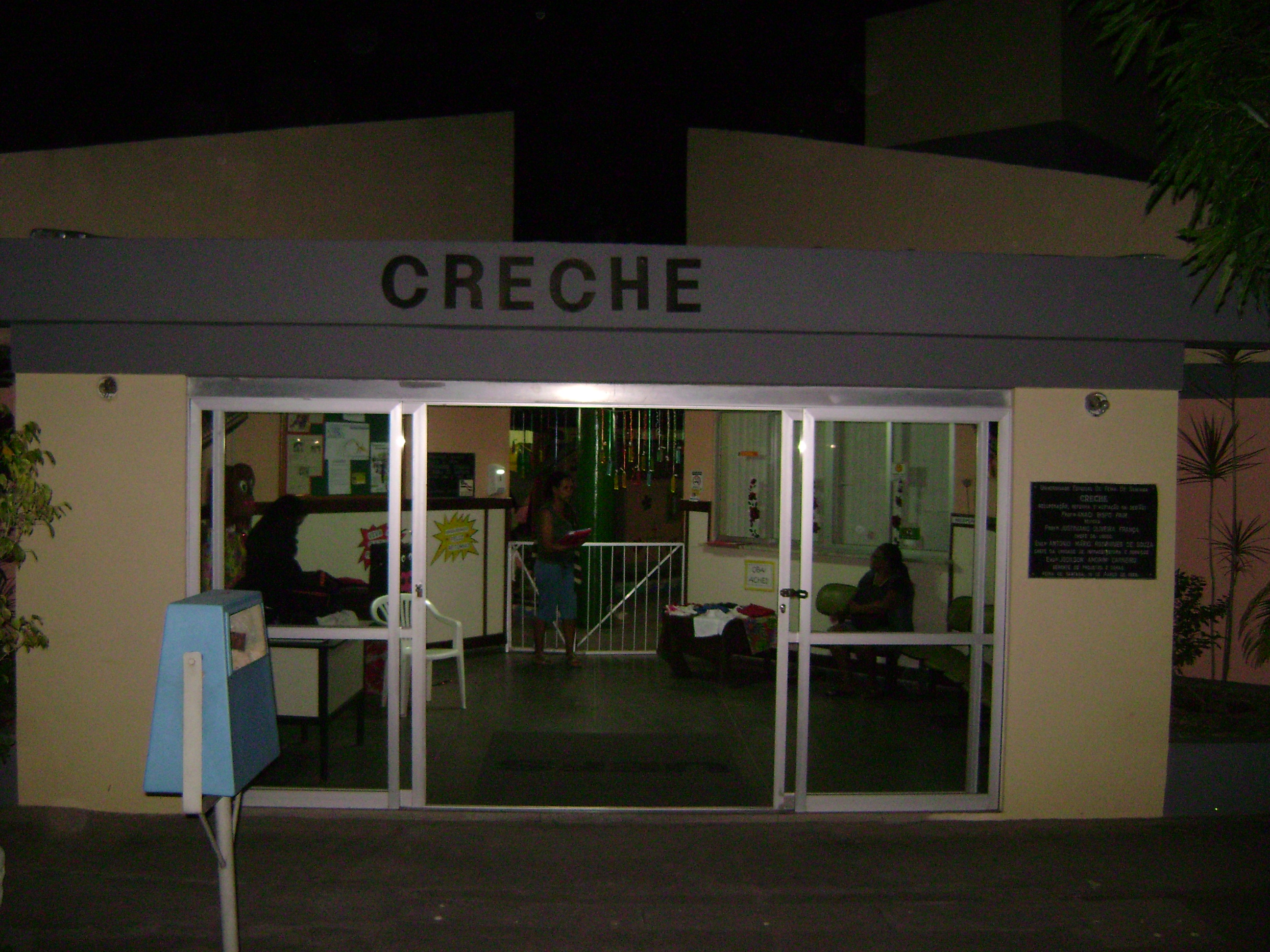
Creche da escola
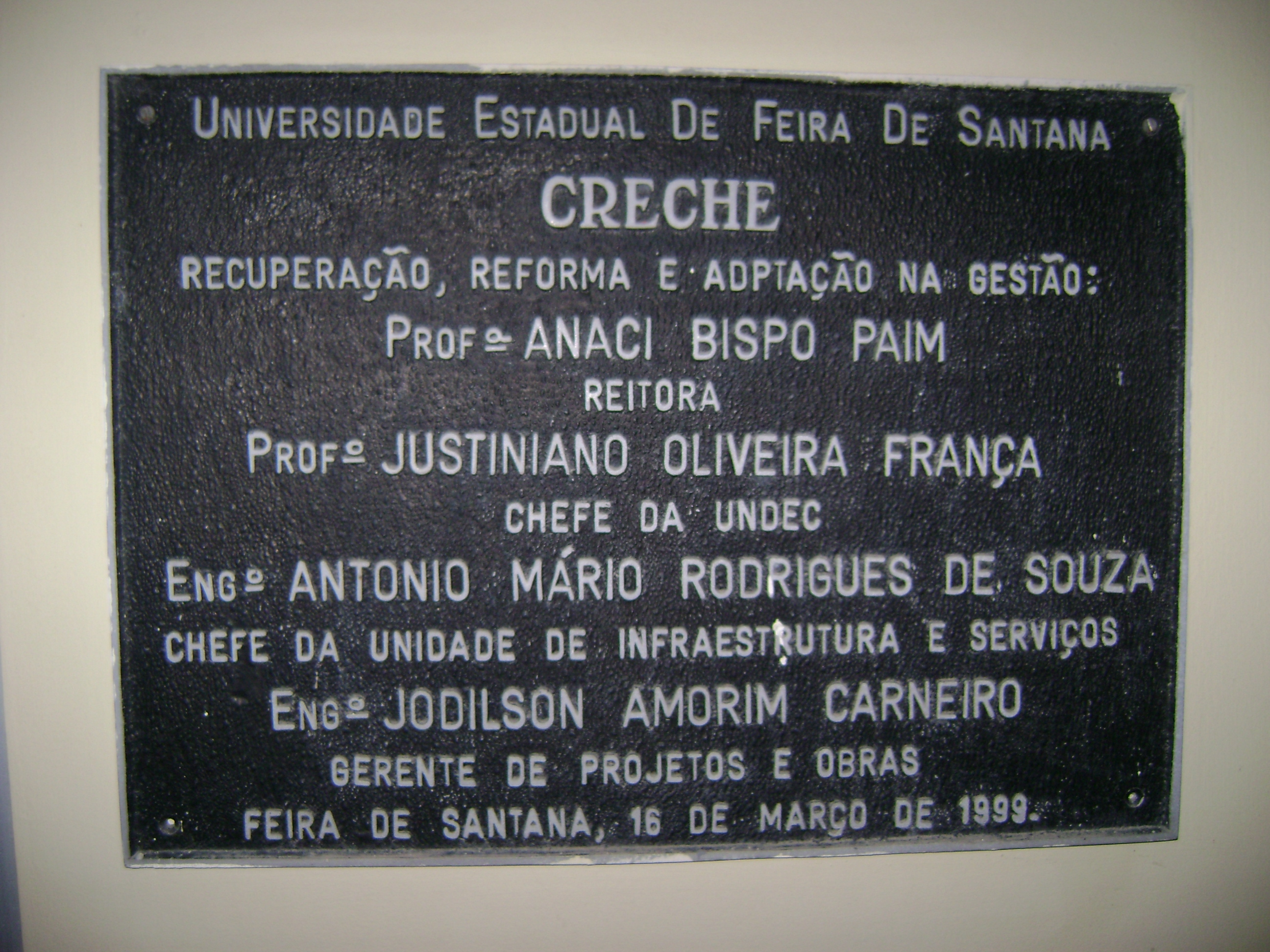
Placa na entrada da creche
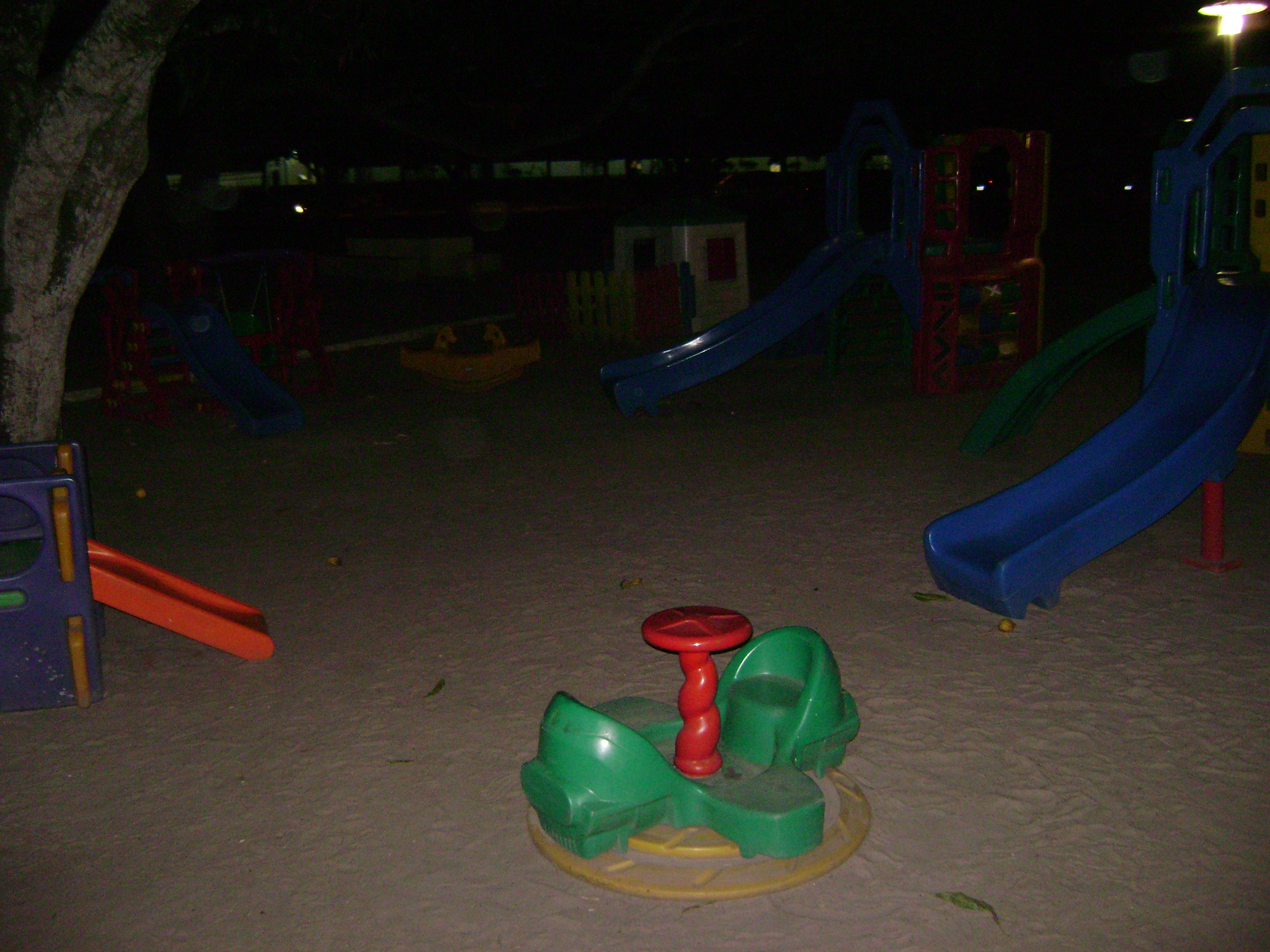
Pátio da creche da UEFS